# Società Polisportiva Ars et Labor 1960-1961
Questa pagina raccoglie le informazioni riguardanti la Società Polisportiva Ars et Labor nelle competizioni ufficiali della stagione 1960-1961.

## Stagione
È opinione diffusa che mantenendo l'intelaiatura della stagione precedente, quella del quinto posto, ed inserendo un bravo portiere come Enzo Matteucci e un centravanti di qualità come Romano Taccola, la SPAL avrebbe potuto ripetersi. Paolo Mazza deve però fare i conti con il bilancio di una squadra provinciale, ciò significa dover cedere alcuni pezzi pregiati della rosa: Armando Picchi e Costanzo Balleri passano all'Inter, seguiti da Egidio Morbello e Dante Micheli alla Fiorentina. Il presidente deve anche sostituire l'allenatore Fioravante Baldi, che tanto bene aveva fatto nelle due stagioni trascorse, con Luigi Ferrero. 

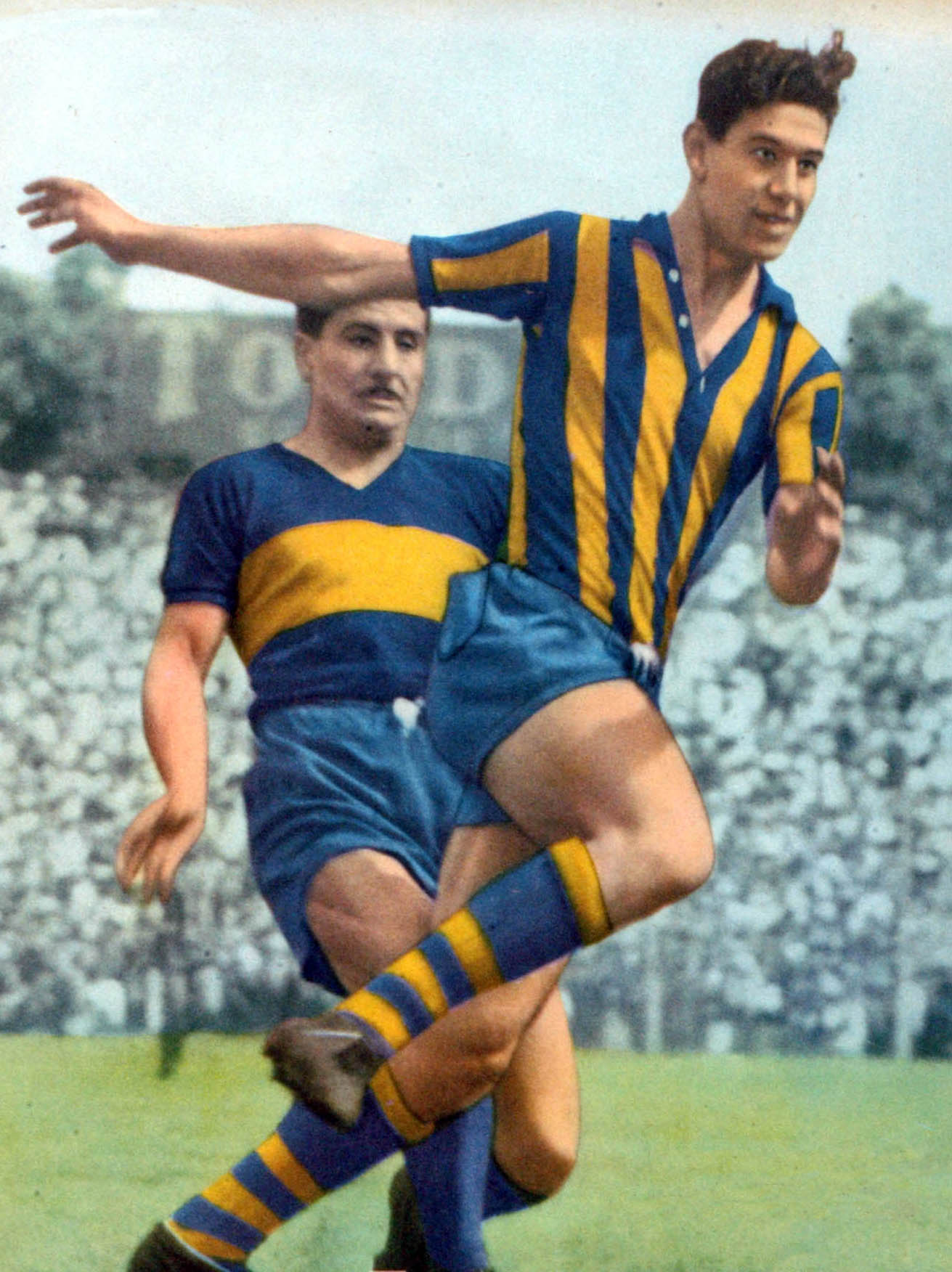
L'argentino Oscar Massei mise a segno 13 reti in campionato.

La squadra disputa un campionato in lotta per non retrocedere, nella stagione 1960-1961 i biancazzurri si piazzano in dodicesima posizione di classifica con 30 punti, appaiati al Torino. In Coppa Italia la SPAL viene eliminata al secondo turno dalla Sambenedettese. Gli estensi partecipano ancora alla Coppa dell'Amicizia italo-francese, in questo caso subendo due sconfitte dai francesi del Saint-Étienne.

## Rosa
| N. |                   | Ruolo | Calciatore        |
| -- | ----------------- | ----- | ----------------- |
|    | Italia (bandiera) | P     | Enzo Matteucci    |
|    | Italia (bandiera) | P     | Lidio Maietti     |
|    | Italia (bandiera) | D     | Ambrogio Valadè   |
|    | Italia (bandiera) | D     | Gianfranco Bozzao |
|    | Italia (bandiera) | D     | Osvaldo Riva      |
|    | Italia (bandiera) | D     | Battista Rota     |
|    | Italia (bandiera) | D     | Manlio Muccini    |
|    | Italia (bandiera) | C     | Gianfranco Ganzer |
|    | Italia (bandiera) | C     | Giuseppe Catalani |
|    | Italia (bandiera) | C     | Sergio Carpanesi  |
|    | Italia (bandiera) | C     | Gianni Corelli    |

| N. |                      | Ruolo | Calciatore         |
| -- | -------------------- | ----- | ------------------ |
|    | Argentina (bandiera) | C     | Oscar Massei       |
|    | Italia (bandiera)    | C     | Gabriele Scappi    |
|    | Italia (bandiera)    | C     | Francesco Scaratti |
|    | Italia (bandiera)    | C     | Roberto Oltramari  |
|    | Italia (bandiera)    | A     | Claudio Azzali     |
|    | Italia (bandiera)    | A     | Egidio Morbello    |
|    | Italia (bandiera)    | A     | Carlo Novelli      |
|    | Italia (bandiera)    | A     | Romano Taccola     |
|    | Italia (bandiera)    | A     | Romano Bagatti     |
|    | Italia (bandiera)    | A     | Angelo Montenovo   |
|    | Italia (bandiera)    | A     | Alberto Novelli    |

## Risultati

### Serie A

#### Girone di andata
| Arbitro: | Butti (Como) |

|               |           |            |
| Novelli I 13’ | Marcatori | 60’ Milani |

| Arbitro: | Marchese (Napoli) |

|          |           |                       |
| Nova 55’ | Marcatori | 13’ (aut.) Gustavsson |

| Arbitro: | Francescon (Padova) |

|            |           |                          |
| Corelli 7’ | Marcatori | 34’ Boniperti 51’ Nicolè |

| Arbitro: | Genel (Trieste) |

|                          |           |               |
| Orlando 69’ Lojacono 76’ | Marcatori | 79’ Novelli I |

| Arbitro: | Di Tonno (Lecce) |

|                           |           |                        |
| Morbello 24’ Catalani 69’ | Marcatori | 37’ Brighenti 48’ Mora |

| Arbitro: | Genel (Trieste) |

|                             |           |                                   |
| Taccola 12’, 80’ Massei 30’ | Marcatori | 9’ (aut.) Catalani 26’ Di Giacomo |

| Arbitro: | Adami (Roma) |

|                                         |           |             |
| Riva 18’ (aut.) Campana 39’ Vinicio 41’ | Marcatori | 48’ Taccola |

| Arbitro: | Sbardella (Roma) |

|                      |           |  |
| Erba 39’ Cicogna 80’ | Marcatori |  |

| Arbitro: | De Marchi (Pordenone) |

|                        |           |  |
| Taccola 89’ Massei 90’ | Marcatori |  |

| Arbitro: | Campanati (Milano) |

|                                   |           |  |
| Rozzoni 40’, 48’, 67’ Mariani 57’ | Marcatori |  |

| Arbitro: | Francescon (Padova) |

|                        |           |  |
| Taccola 12’ Azzali 77’ | Marcatori |  |

| Arbitro: | Gambarotta (Genova) |

|                                         |           |               |
| Lindskog 47’ Corso 50’, 63’ Firmani 65’ | Marcatori | 38’ Novelli I |

| Arbitro: | Samani (Trieste) |

|           |           |  |
| Conti 42’ | Marcatori |  |

| Arbitro: | Annoscia (Bari) |

|           |           |  |
| Massei 2’ | Marcatori |  |

| Arbitro: | Di Tonno (Lecce) |

|                       |           |             |
| Tagliavini 30’ (aut.) | Marcatori | 43’ Bettini |

| Arbitro: | Francescon (Padova) |

|                                          |           |  |
| Altafini 29’ Galli 52’, 68’ Vernazza 87’ | Marcatori |  |

| Arbitro: | Adami (Roma) |

|                                |           |                                    |
| Danova 1’ Crippa 49’ Cella 60’ | Marcatori | 29’ Novelli I 79’ (rig.) Carpanesi |

#### Girone di ritorno
| Arbitro: | Marchese (Napoli) |

|                   |           |               |
| Blason 17’ (rig.) | Marcatori | 62’ Montenovo |

| Arbitro: | Angonese (Mestre) |

|                           |           |             |
| Taccola 19’ Montenovo 37’ | Marcatori | 30’ Maschio |

| Arbitro: | Francescon (Padova) |

|             |           |  |
| Charles 64’ | Marcatori |  |

| Arbitro: | Bonetto (Torino) |

|                         |           |                            |
| Montenovo 4’ Massei 24’ | Marcatori | 3’ (aut.) Rota 34’ Pestrin |

| Arbitro: | Righi (Milano) |

|              |           |            |
| Vincenzi 25’ | Marcatori | 31’ Azzali |

| Arbitro: | Di Tonno (Lecce) |

|  |           |                          |
|  | Marcatori | 60’ Massei 71’ Carpanesi |

| Arbitro: | Adami (Roma) |

|  |           |            |
|  | Marcatori | 10’ Perani |

| Arbitro: | Bonetto (Torino) |

|            |           |  |
| Massei 69’ | Marcatori |  |

| Arbitro: | Di Tonno (Lecce) |

|              |           |               |
| Ferretti 75’ | Marcatori | 28’ Novelli I |

| Arbitro: | Righi (Milano) |

|                            |           |                          |
| Massei 3’, 61’ Bagatti 53’ | Marcatori | 67’ Morrone 90’ Bizzarri |

| Arbitro: | Genel (Trieste) |

|  |           |                                      |
|  | Marcatori | 31’ Bagatti 44’ Novelli I 87’ Massei |

| Arbitro: | Adami (Roma) |

|            |           |                                           |
| Massei 13’ | Marcatori | 37’ (aut.) Rota 53’ Morbello 70’ Lindskog |

| Arbitro: | Lo Bello (Siracusa) |

|                               |           |              |
| Massei 71’ (rig.), 89’ (rig.) | Marcatori | 43’ Brognoli |

| Arbitro: | Rigato (Mestre) |

|                      |           |  |
| Abbadie 9’ Gotti 61’ | Marcatori |  |

| Udine 21 maggio 1961 32ª giornata | Udinese          | 0 – 0 | SPAL | Stadio Moretti\| Arbitro: \| Jonni (Macerata) \| |
| Arbitro:                          | Jonni (Macerata) |       |      |                                                  |

| Arbitro: | Bonetto (Torino) |

|                   |           |                        |
| Massei 61’ (rig.) | Marcatori | 42’ Ronzon 54’ Barison |

| Ferrara 4 giugno 1961 34ª giornata | SPAL            | 0 – 0 | Torino | Stadio Comunale\| Arbitro: \| Genel (Trieste) \| |
| Arbitro:                           | Genel (Trieste) |       |        |                                                  |

### Coppa Italia
| Arbitro: | D'Agostini (Roma) |

|             |           |              |
| Corelli 10’ | Marcatori | 6’, 29’ Beni |